# G-protein

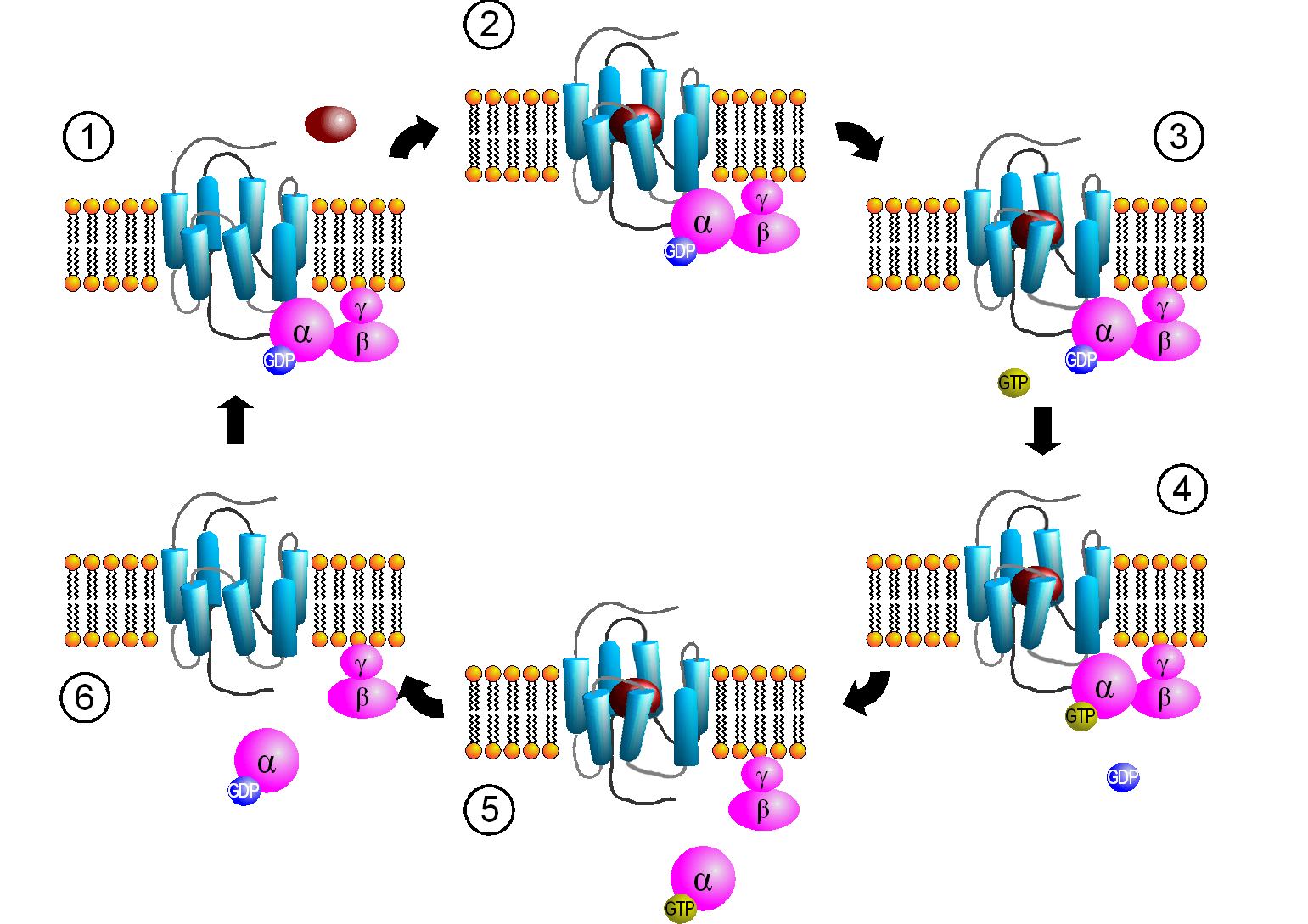
Aktiveringscykeln av G-proteiner via G-protein-kopplade receptorer

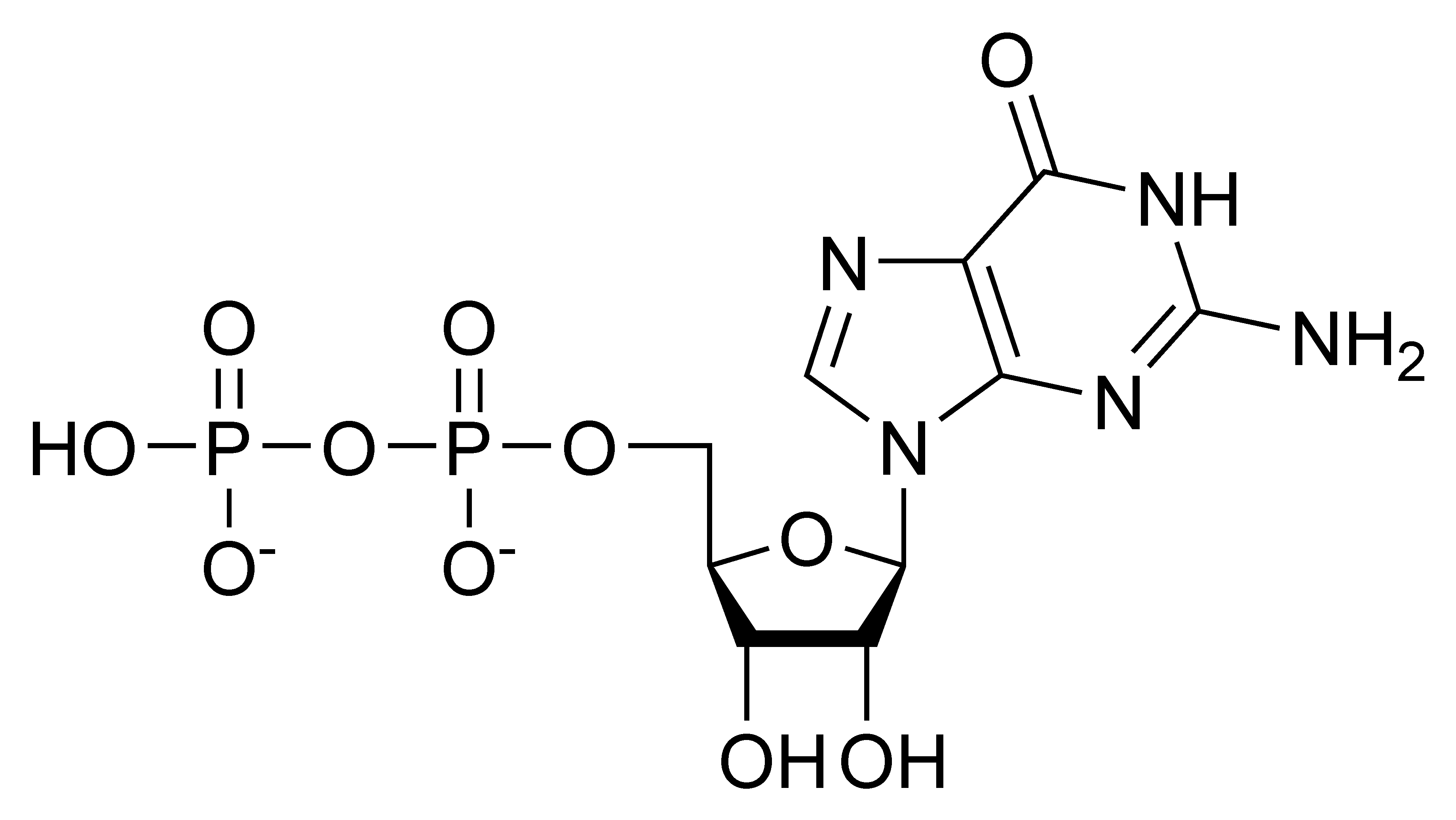
Guanosindifosfat (GDP)

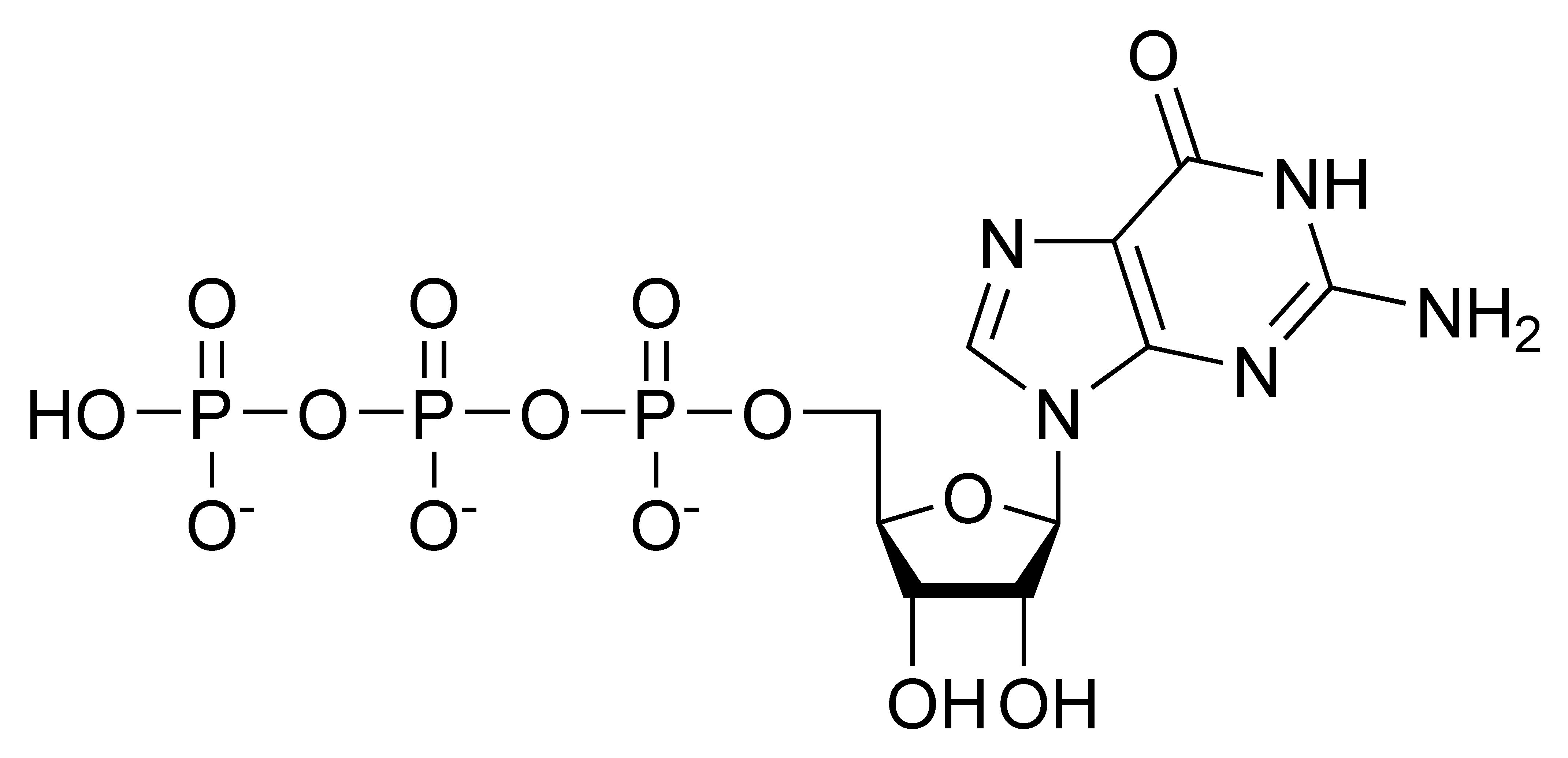
Guanosintrifosfat (GTP)

G-proteiner är en grupp av proteiner som medverkar i cellens signaleringssystem. De har fått sitt namn eftersom de fungerar som molekylära strömbrytare,de växlar mellan att binda guanosindifosfat (GDP) (proteinet är inaktiv) och GTP (proteinet är aktiv). De sitter precis vid insidan av cellmembranet och är förbundna med en receptor som går tvärs igenom det. På så sätt kan signaler utifrån sätta på och stänga av processer i cellen. De är uppbyggda av tre polypeptider, som betecknas {\displaystyle G_{\alpha }} {\displaystyle G_{\beta }} {\displaystyle G_{\gamma }}

## Verkningsmekanism
Man kan dela upp G-proteiners aktivering av membranbundna enzym i sex faser:
1. Receptorn (ljusblått) och enzymet (skärt) befinner sig i vila. Det inaktiva G-proteinets subenheter är bundna till varandra och till GDP.
2. Ett hormon binder till receptorn och får den att ändra form och bli aktivt (mörkblått).
3. Den aktiverade receptorn binder till subenheten {\displaystyle G_{\beta }\gamma }.
4. Bindningen får {\displaystyle G_{\alpha }} att ändra form. Den tappar GDP och binder GTP, {\displaystyle G_{\alpha }} skjuts bort från de andra subenheterna.Den glider längs med cellmembranet och kolliderar med ett membranbundet enzym.
5. Hormonet lossnar från receptorn som inaktiveras (ljusblått). {\displaystyle G_{\alpha }} förenas med enzymet och aktiverar det (rött). Enzymet utför en katalytisk reaktion.
6. GTP hydrolyseras till GDP. Detta får {\displaystyle G_{\alpha }} att lossna från enzymet och glida tillbaka till {\displaystyle G_{\beta \gamma }}. Systemet har återgått till sitt ursprungliga tillstånd.

Alfred Gilman och Martin Rodbell belönades med Nobelpriset i fysiologi/medicin för sitt arbete om G-proteiner.
G-proteinet namnges efter vilken typ av alfa-enhet som ingår i proteinet exempelvis Gs, Gi och Gq. 
- Gi - hämmar adenylatcyklas, reglerar kalium-kanaler och kalcium-kanaler.
- Gs - stimulering av adenylatcyklas, reglerar kalcium-kanaler.
- Gq - aktiverar fosfolipas C.